# Macomb (Illinois)
Macomb ist eine City im Bundesstaat Illinois der Vereinigten Staaten und der Verwaltungssitz (County Seat) des McDonough County.

## Geographie
Die Stadt liegt etwa 75 Meilen (121 Kilometer) südwestlich von Peoria und 77 Meilen (124 Kilometer) südlich von den Quad Cities.

## Geschichte
Die Stadt wurde 1829 zunächst an einem Ort mit dem vorläufigen Namen Washington besiedelt. 1830 wurde sie offiziell als County Seat von McDonough County gegründet und erhielt den Namen Macomb nach General Alexander Macomb, einem General im Krieg von 1812. Kriegsveteranen erhielten Landzuteilungen in der Gegend von Macomb, die Teil des vom Kongress eingerichteten „Military Tract“ war. 1855 wurde die Northern Cross Railroad, ein Vorgänger der Chicago, Burlington and Quincy Railroad, durch Macomb gebaut, was zu einem Anstieg der Einwohnerzahl der Stadt führte. Im Jahr 1899 wurde in Macomb die Western Illinois State Normal School, die spätere Western Illinois University, gegründet. Der Abgeordnete Lawrence Sherman war maßgeblich an der Ansiedlung der Schule in Macomb beteiligt. 1903 wurde die Macomb and Western Illinois Railway von dem lokalen Finanzier Charles V. Chandler von Macomb in die nahegelegenen Orte Industry und Littleton gebaut, die jedoch 1930 wieder aufgegeben wurde. 1918 wurde mit dem Bau der Illinois State Route 3 als staatlich finanzierte Schnellstraße von Cairo nach Rock Island durch Macomb begonnen; in den späten 1920er Jahren wurde die U.S. Route 67 entlang dieser Strecke bis Dubuque, Iowa, verlängert.

## Demografie
Die Einwohnerzahl lag bei der Volkszählung 2010 bei 18.225.
Nach einer Schätzung von 2019 leben in Macomb 17.413 Menschen. Die Bevölkerung teilte sich im selben Jahr auf in 85,5 % Weiße, 7,4 % Afroamerikaner, 0,2 % amerikanische Ureinwohner, 2,5 % Asiaten und 3,7 % mit zwei oder mehr Ethnizitäten. Hispanics oder Latinos aller Ethnien machten 4,1 % der Bevölkerung aus. Das mittlere Haushaltseinkommen lag bei 39.384 US-Dollar und die Armutsquote bei 29,8 %.

## Bildung
Die Western Illinois University, eine öffentliche Universität, befindet sich in Macomb.

## Söhne und Töchter der Stadt
- Edward Thomas Noonan (1861–1923), Politiker
- Theodore D. McCown (1908–1969), Paläoanthropologe
- Al Sears (1910–1990), Jazzmusiker
- David C. Williams (* 1958), Filmkomponist